# Palazzo del Comune (Parme)
Le Palazzo del Comune est un édifice de la Renaissance tardive, situé à l'angle sud-est de la place Garibaldi de Parme.

## Histoire
Le premier Palazzo del Capitano del Popolo, également connu sous le nom de Palazzo Comunale Nuovo, a été construit sur la centrale Platea Communis (aujourd'hui Piazza Garibaldi) entre 1281 et 1282, à côté du palais du Podestat, construit entre 1221 et 1240 ; les deux bâtiments étaient reliés par une petite entrée et un escalier. De style roman tardif, c'était la résidence du capitaine et en même temps le nouveau siège de l'administration municipale, auparavant installé dans le Palazzo del Torello, aujourd'hui disparu. À l'arrière du bâtiment en 1287, la prison criminelle et la tour civique ont été érigées, qui pendant des siècles a représenté une fierté pour la ville de Parme en raison de sa hauteur considérable.

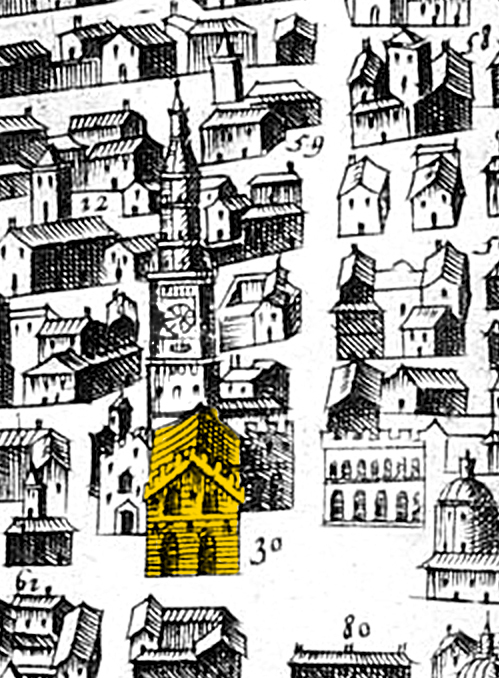
Le Palazzo del Capitano del Popolo (surligné en jaune) sur une carte du XVIe siècle. Derrière le bâtiment, l'imposante tour civique

Probablement en raison du poids et des nombreuses élévations, la tour s'effondre soudainement le 27 janvier 1606, détruisant le Palazzo del Capitano del Popolo et la prison de Camusina et causant la mort de 26 personnes.
En 1627, l'architecte parmesan Giovanni Battista Magnani se voit confier la construction du nouveau palais, construit dans le style de la Renaissance tardive sur le modèle du palais Farnèse de Plaisance ; la construction a été achevée en 1673, bien que la décoration extérieure soit restée inachevée.
Entre les XVIIe et XVIIIe siècles, le grand portique du rez-de-chaussée était fermé et utilisé comme entrepôt pour les douanes, les magasins et autres, jusqu'à sa réouverture complète en 1770.
Du côté faisant face à l'église de San Vitale, dans une niche au rez-de-chaussée en 1829, une fontaine a été érigée par Paolo Toschi, sur laquelle le monument à Hercule et Antée (également connu dans la ville sous le nom de I du brasè ) a été placé, oeuvre de l'artiste flamand Teodoro Vandersturck entre 1684 et 1687 pour le Palazzo del Giardino ; l'ancienne statue a ensuite été déplacée au centre de la cour du Palais Cusani, tout en en gardant une copie sur la fontaine du XIXe siècle.
En 1870, le monument au Corrège, créé par le sculpteur Agostino Ferrarini, a été placé dans une niche au rez-de-chaussée vers la Piazza Garibaldi.
Aujourd'hui, le bâtiment est le bureau de représentation de l'administration municipale.

## Description
Le bâtiment, entièrement en brique, se dresse sur de hautes arcades, connues dans la ville sous le nom de Voltoni del Grano, car elles ont accueilli le marché aux grains presque sans interruption pendant des siècles, jusqu'en 1908. Entre 1887 et 1976, de nombreuses pierres tombales en marbre et en pierre commémorant les événements historiques de la ville et nationaux ont été apposées sur les piliers, dont celle en l'honneur des morts d'Afrique, créée par Alessandro Marzaroli en 1903, et celle dédiée à Giuseppe Mazzini, une œuvre par Giovanni Chierici de 1887. Entièrement restaurés en 2007, les Portici del Grano sont désormais utilisés périodiquement comme lieu d'expositions et d'événements.
La masse du bâtiment est allégée par la présence de nombreuses corniches, pilastres et niches, typiques du style Renaissance, qui, bien qu'inachevés, enrichissent les façades, ainsi que les deux monuments situés vers la Piazza Garibaldi et vers l'église de San Vitale .
L'intérieur, accessible par un escalier décoré de fresques, abrite de nombreuses œuvres de valeur, notamment des peintures d'Annibale Carracci, Ilario Spolverini et Gervasio et Bernardino Gatti.

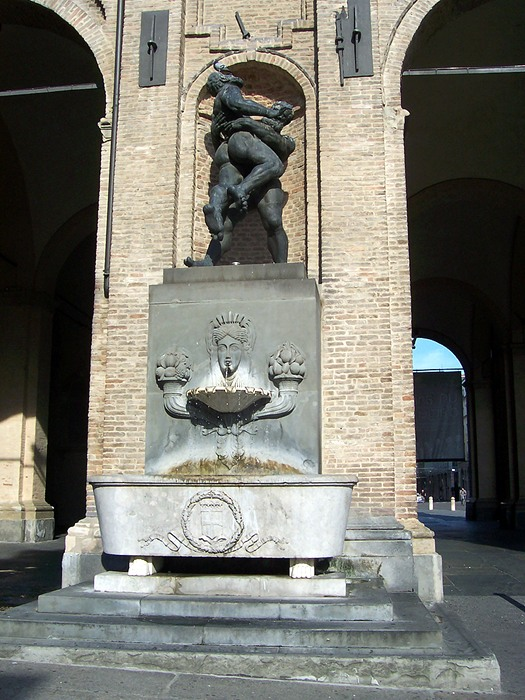
Copie du monument à Hercule et Antée.
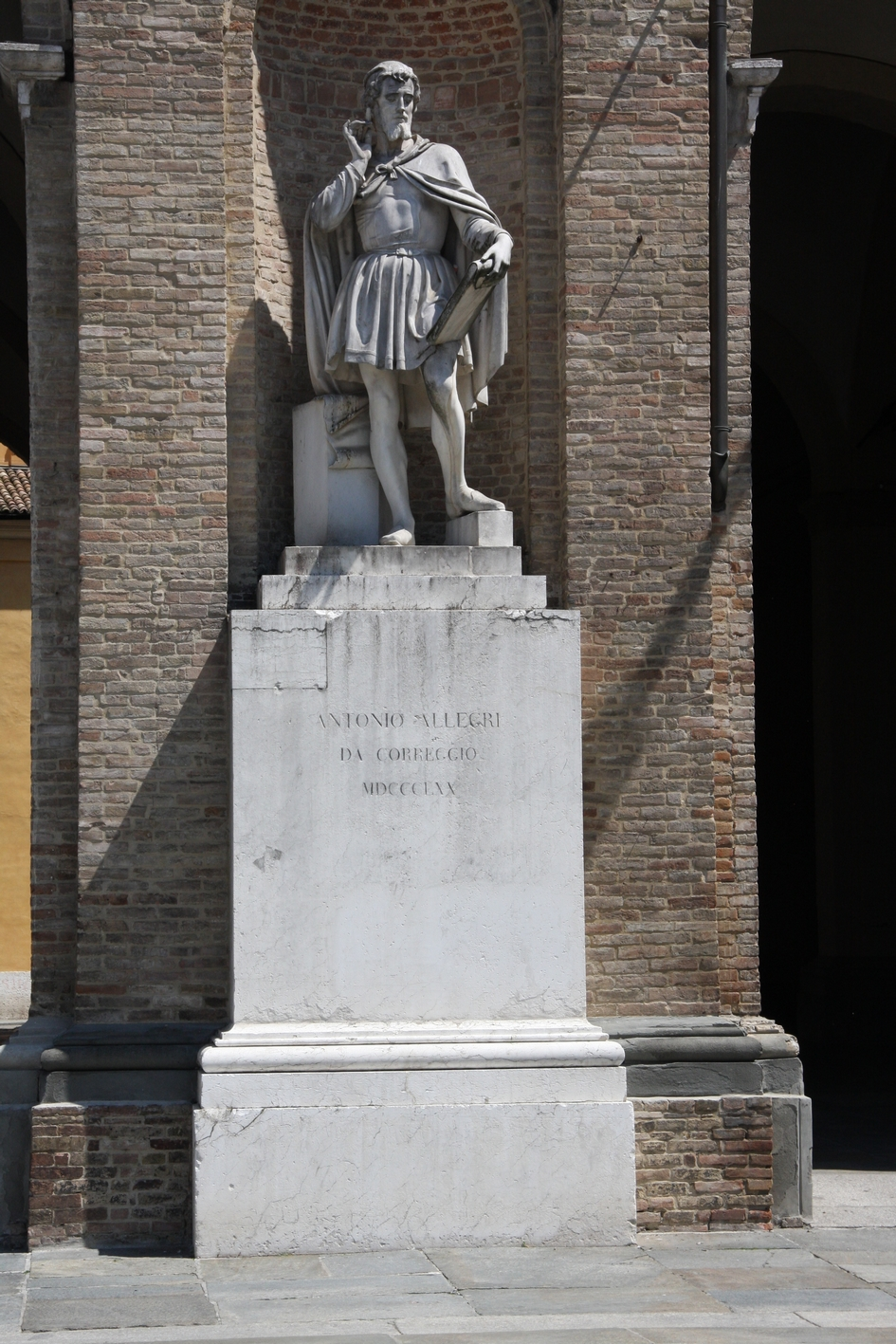
Monument au Corrège.